# Hiéroglyphe égyptien G14
Le vautour fauve, en hiéroglyphes égyptiens, est classifié dans la section G « Oiseaux » de la liste de Gardiner ; il y est noté G14. 

## Représentation
Il représente un vautour au plumage blanc et bleu jusqu'au Moyen Empire renvoyant à un vautour de Rüppel (Gyps rueppelli) ou à un vautour africain (Gyps africanus). Ensuite son plumage devient bigarré rouge, bleu et vert renvoyant là à un vautour fauve (Gyps fulvus) ou bien à un vautour oricou (Torgos tracheliotos). Sa tête peut être blanche et ses serres jaune. Il est translittéré nr, mw.t ou mt.

## Utilisation
| n · r | G14 | t |

| n · r | G14 | t |

d'où découle son utilisation comme complément phonétique de valeur nr.
| G14 | t | B1 |

| G14 | t | B1 |

au vautour fauve la réputation de mère dévouée.
d'où découle son utilisation comme phonogramme bilitère de valeur mt.

## Exemples de mots
| i | A2 | n · r | G14 |

| i | A2 | n · r | G14 |

| n · r | w | G14 | A24 | Z3 |

| n · r | w | G14 | A24 | Z3 |

| a · x | G14 | t · N23 · Z2 |

| a · x | G14 | t · N23 · Z2 |